# 진노 히로아키
진노 히로아키 (1962년 <쇼와 37년>-)는, 일본의 각본가·영화 감독·극작가.

## 경력
대학 재학 중 영화 감독 오시이 마모루에게 사사받으며 영화 『붉은 안경』의 미술 담당으로 커리어를 시작했다.
디렉터즈 컴퍼니 각본 콩쿠르에서 1위로 입선하였고, 가네코 슈스케 감독의 『라스트 캐버레』의 각본으로 데뷔했다.
이 작품으로 카메아리 영화제에서 각본상을 수상했다.
연극에도 진출하여 27년 동안 150편 이상의 공연을 담당하는 등, 다양한 분야에서 활동을 이어가고 있다. 

## 작품

### 각본 및 감독 작품
- 『달에서 돌아오다』 (기획・각본・촬영・감독: 1994년 개봉)
- 『이제, 혼자가 아니야』 (각본・감독: 1998년 개봉)
- 『천사의 불장난』 (제작・각본・촬영・편집・감독: 2001년 개봉)
- 『입술의 칼』 (각본・감독: 2020년)
- 『물거품 같은 나날』 (각본・감독: 2021년)

### 각본 제공 작품
- 『라스트 캐버레』 (가네코 슈스케 감독: 1988년 개봉)
- 『동정 이야기 4 나도 스키 데려가줘』 (히로키 류이치 감독: 1989년 개봉)
- 『노 라이프 킹』 (이치카와 준 감독: 1989년 개봉)
- 『벚꽃 동산』 (나카하라 슌 감독: 1990년 개봉)
- 『도쿄 BABYLON 2』 (치아키 코이치 감독: 1994년 개봉, 애니메이션)
- 『멋대로 해라!! 거부 계획』 (구로사와 키요시 감독: 1996년 개봉)
- 『바람 이야기』 (니시무라 준지 감독: 2004년 개봉, 애니메이션)
- 『너 맛있어 보인다』 (후지모리 마사야 감독: 2010년 개봉)
- 『샤니다르 꽃』 (이시이 타케루 감독: 2013년 개봉)

### 연극 작품
- 포켓몬 키즈 썸머 콘서트 '96 - 가챠핑・무크의 우주선 페리카노호 (1996년: 나카노 선플라자)
- 데빌맨 - 후도를 기다리며 (2002년: 웨스트엔드, 산몰 극장)
- 도도 깃발 아래 - 수많은 상처에 입술을 대며 (2014년 7월 19일 - 7월 21일: 자무자 아사가야)
- 키타이 (2015년 4월 9일 - 4월 12일: 자무자 아사가야)
- 벚꽃 동산 2 (2016년 5월 19일 - 5월 22일: 자무자 아사가야)

### 게임 작품
- 쉔무 (모션 캡처링 디렉터)
- 데빌 메이 크라이 2 (오프닝 영상)

## 수상 경력
- 만화 원작: 러브레터 (빅 코믹 스피릿츠에서 연재, 단행본 누적 10만부)
- 12명의 착한 일본인 (1991년 개봉) 기획

- 일본 아카데미상: 우수 각본상 (『벚꽃 동산』)
- 키네마 준보: 각본상 (『벚꽃 동산』)
- 요코하마 영화제: 각본상 (『벚꽃 동산』)
- 토호쿠 신샤: 제2회 애니메이션 기획 대상 (대상 수상)
- 카메아리 영화제: 각본상 (『라스트 캐버레』)
- 키시다 쿠니오 희곡상: 노미네이트 (『메이드 인 홍콩』『내가 직업안전보건청에 있다면』)

```
닛카쓰 비디오 기획 대상: 대상
```